# Rechlin
Rechlin település Németországban, Mecklenburg-Elő-Pomeránia tartományban. Lakosainak száma 2041 fő (2023. december 31.).

## Népesség
A település népességének változása:
| Lakosok száma | 2009 | 2016 | 2043 | 2051 | 2086 | 2041 | 2079 |
|               | 2017 | 2019 | 2020 | 2021 | 2022 | 2023 | 2024 |